# Németbánya
Németbánya (německy Deutschhütten, doslova německý důl) je malá vesnička v Maďarsku v župě Veszprém, spadající pod okres Pápa. Nachází se asi 15 km jihovýchodně od Pápy, 20 km severozápadně od Herendu, 23 km severovýchodně od Ajky, 31 km severovýchodně od Devecseru a stejnou vzdálenost severozápadně od Veszprému. Se svými pouhými 94 obyvateli v roce 2015, z nichž 94,1 % tvoří Maďaři, je Németbánya po Bakonyságu druhou nejmenší vesnicí v okrese Pápa.
Kromě hlavní části k vesnici patří i malá část Iharkút. Németbánya leží na malé neoznačené silnici vycházející ze silnice 83. Její hlavní silniční spojení zajišťuje vesnice Bakonyjákó. Németbányou protéká řeka Bittva, která je přítokem řeky Marcal. Poblíže vesnice se nachází jezero Pisztrángos-tó.

## Zajímavosti
- K Németbányi připadají dvě archeologická naleziště z doby bronzové.

- Ve vesničce se nachází katolický kostel Szent Márton püspök-templom. Je zde též hřbitov a hřiště.

- Významné paleontologické objevy z období pozdní křídy (stáří asi 85 milionů let), včetně fosilií dinosaurů, pocházejí z místních sedimentů geologického souvrství Csehbánya.[1]